# الدوري الياباني لكرة القدم للسيدات 2009
الدوري الياباني لكرة القدم للسيدات 2009 هو موسم من الدوري الياباني لكرة القدم للسيدات. فاز فيه Urawa Red Diamonds Ladies ‏.